# Liste des monuments historiques protégés en 1908
Cet article recense les monuments historiques français classés en 1908.

## Protections
| Édifice                                                            | Commune                     | Département           | Région                     | Protection | Base Mérimée                         | Coordonnées                        | Image             |
| ------------------------------------------------------------------ | --------------------------- | --------------------- | -------------------------- | ---------- | ------------------------------------ | ---------------------------------- | ----------------- |
| Église Saint-Sébastien                                             | Conzieu                     | Ain                   | Auvergne-Rhône-Alpes       | classé     | « PA00116385 », notice no PA00116385 | 45° 43′ 40″ nord, 5° 36′ 24″ est   |                   |
| Église Saint-Paul                                                  | Saint-Paul-de-Varax         | Ain                   | Auvergne-Rhône-Alpes       | classé     | « PA00116563 », notice no PA00116563 | 46° 05′ 59″ nord, 5° 07′ 47″ est   |                   |
| Abbaye Saint-Léger                                                 | Soissons                    | Aisne                 | Hauts-de-France            | classé     | « PA00115939 », notice no PA00115939 | 49° 23′ 04″ nord, 3° 19′ 38″ est   |                   |
| Collège                                                            | Soissons                    | Aisne                 | Hauts-de-France            | classé     | « PA00115942 », notice no PA00115942 | 49° 22′ 56″ nord, 3° 19′ 31″ est   |                   |
| Fours à boulets de l'île Saint-Honorat                             | Cannes                      | Alpes-Maritimes       | Provence-Alpes-Côte d'Azur | classé     | « PA00080694 », notice no PA00080694 | 43° 30′ 28″ nord, 7° 03′ 14″ est   |                   |
| Clocher roman                                                      | Isola                       | Alpes-Maritimes       | Provence-Alpes-Côte d'Azur | classé     | « PA00080747 », notice no PA00080747 | 44° 11′ 06″ nord, 7° 03′ 19″ est   |                   |
| Église Saint-Étienne                                               | Saint-Étienne-de-Tinée      | Alpes-Maritimes       | Provence-Alpes-Côte d'Azur | classé     | « PA00080838 », notice no PA00080838 | 44° 15′ 20″ nord, 6° 55′ 34″ est   | catégorie commons |
| Chapelle des Pommiers de Ruoms                                     | Ruoms                       | Ardèche               | Auvergne-Rhône-Alpes       | classé     | « PA00116761 », notice no PA00116761 | 44° 27′ 14″ nord, 4° 20′ 28″ est   |                   |
| Église Saint-Laurent                                               | Nogent-sur-Seine            | Aube                  | Grand Est                  | classé     | « PA00078171 », notice no PA00078171 | 48° 29′ 33″ nord, 3° 29′ 56″ est   | catégorie commons |
| Église Saint-Martin-ès-Vignes                                      | Troyes                      | Aube                  | Grand Est                  | classé     | « PA00078256 », notice no PA00078256 | 48° 18′ 19″ nord, 4° 03′ 41″ est   |                   |
| Église Saint-Rémy                                                  | Troyes                      | Aube                  | Grand Est                  | classé     | « PA00078260 », notice no PA00078260 | 48° 17′ 57″ nord, 4° 04′ 31″ est   |                   |
| Église de l'Assomption                                             | Baraigne                    | Aude                  | Occitanie                  | classé     | « PA00102550 », notice no PA00102550 | 43° 19′ 47″ nord, 1° 49′ 28″ est   |                   |
| Château de Peyrepertuse                                            | Duilhac-sous-Peyrepertuse   | Aude                  | Occitanie                  | classé     | « PA00102673 », notice no PA00102673 | 42° 52′ 15″ nord, 2° 33′ 19″ est   |                   |
| Église Notre-Dame-de-l'Assomption de Fanjeaux                      | Fanjeaux                    | Aude                  | Occitanie                  | classé     | « PA00102685 », notice no PA00102685 | 43° 11′ 14″ nord, 2° 02′ 07″ est   |                   |
| Église Saintes-Puelles                                             | Mas-Saintes-Puelles         | Aude                  | Occitanie                  | classé     | « PA00102765 », notice no PA00102765 | 43° 18′ 49″ nord, 1° 52′ 34″ est   |                   |
| Abbaye Saint-Césaire                                               | Arles                       | Bouches-du-Rhône      | Provence-Alpes-Côte d'Azur | classé     | « PA00081118 », notice no PA00081118 | 43° 40′ 34″ nord, 4° 37′ 54″ est   |                   |
| Maison Jean de Brion                                               | Les Baux-de-Provence        | Bouches-du-Rhône      | Provence-Alpes-Côte d'Azur | classé     | « PA00081216 », notice no PA00081216 | 43° 44′ 39″ nord, 4° 47′ 43″ est   |                   |
| Maison de Jean Laugier                                             | Les Baux-de-Provence        | Bouches-du-Rhône      | Provence-Alpes-Côte d'Azur | classé     | « PA00081217 », notice no PA00081217 |                                    |                   |
| Baumes de Roucas                                                   | Les Baux-de-Provence        | Bouches-du-Rhône      | Provence-Alpes-Côte d'Azur | classé     | « PA00081204 », notice no PA00081204 | 43° 44′ 36″ nord, 4° 47′ 44″ est   |                   |
| Four banal                                                         | Les Baux-de-Provence        | Bouches-du-Rhône      | Provence-Alpes-Côte d'Azur | classé     | « PA00081210 », notice no PA00081210 |                                    |                   |
| Église Saint-Vincent                                               | Saint-Andiol                | Bouches-du-Rhône      | Provence-Alpes-Côte d'Azur | classé     | « PA00081423 », notice no PA00081423 | 43° 50′ 13″ nord, 4° 56′ 40″ est   |                   |
| Prieuré de Saint-Vigor-le-Grand                                    | Saint-Vigor-le-Grand        | Calvados              | Normandie                  | classé     | « PA00111725 », notice no PA00111725 | 49° 16′ 46″ nord, 0° 41′ 19″ ouest |                   |
| Vieux Pont                                                         | Confolens                   | Charente              | Nouvelle-Aquitaine         | classé     | « PA00104340 », notice no PA00104340 | 46° 00′ 53″ nord, 0° 40′ 16″ est   |                   |
| Église Saint-Pierre d'Angoulins                                    | Angoulins                   | Charente-Maritime     | Nouvelle-Aquitaine         | classé     | « PA00104591 », notice no PA00104591 | 46° 06′ 18″ nord, 1° 06′ 34″ ouest |                   |
| Église Saint-Maclou de Colombiers                                  | Colombiers                  | Charente-Maritime     | Nouvelle-Aquitaine         | classé     | « PA00104656 », notice no PA00104656 | 45° 38′ 40″ nord, 0° 32′ 59″ ouest |                   |
| Église Saint-Germain de Varaize                                    | Varaize                     | Charente-Maritime     | Nouvelle-Aquitaine         | classé     | « PA00105293 », notice no PA00105293 | 45° 55′ 23″ nord, 0° 25′ 29″ ouest | catégorie commons |
| Abbaye Saint-Pierre de Chezal-Benoît                               | Chezal-Benoît               | Cher                  | Centre-Val de Loire        | classé     | « PA00096772 », notice no PA00096772 | 46° 49′ 27″ nord, 2° 06′ 48″ est   |                   |
| Site archéologique d'Alésia                                        | Alise-Sainte-Reine          | Côte-d'Or             | Bourgogne-Franche-Comté    | classé     | « PA00112053 », notice no PA00112053 | 47° 32′ 20″ nord, 4° 30′ 07″ est   |                   |
| Église de la Nativité                                              | Bagnot                      | Côte-d'Or             | Bourgogne-Franche-Comté    | classé     | « PA00112092 », notice no PA00112092 | 47° 03′ 35″ nord, 5° 04′ 30″ est   |                   |
| Porte Saint-Nicolas                                                | Beaune                      | Côte-d'Or             | Bourgogne-Franche-Comté    | classé     | « PA00112130 », notice no PA00112130 | 47° 01′ 37″ nord, 4° 50′ 22″ est   |                   |
| Hôpital général de Dijon                                           | Dijon                       | Côte-d'Or             | Bourgogne-Franche-Comté    | classé     | « PA00112275 », notice no PA00112275 | 47° 19′ 01″ nord, 5° 01′ 48″ est   |                   |
| Église Sainte-Gertrude                                             | Selongey                    | Côte-d'Or             | Bourgogne-Franche-Comté    | classé     | « PA00112664 », notice no PA00112664 | 47° 35′ 13″ nord, 5° 11′ 09″ est   |                   |
| Église Notre-Dame                                                  | Talant                      | Côte-d'Or             | Bourgogne-Franche-Comté    | classé     | « PA00112687 », notice no PA00112687 | 47° 20′ 07″ nord, 5° 00′ 12″ est   |                   |
| Chapelle Saint-Jacques de Saint-Léon                               | Merléac                     | Côtes-d'Armor         | Bretagne                   | classé     | « PA00089327 », notice no PA00089327 | 48° 15′ 49″ nord, 2° 54′ 25″ ouest |                   |
| Église Saint-Efflam                                                | Plestin-les-Grèves          | Côtes-d'Armor         | Bretagne                   | classé     | « PA00089428 », notice no PA00089428 | 48° 39′ 19″ nord, 3° 37′ 52″ ouest |                   |
| Église Notre-Dame de Niort                                         | Niort                       | Deux-Sèvres           | Nouvelle-Aquitaine         | classé     | « PA00101284 », notice no PA00101284 | 46° 19′ 22″ nord, 0° 27′ 58″ ouest |                   |
| Église Saint-Pierre-ès-Liens                                       | Montpeyroux                 | Dordogne              | Nouvelle-Aquitaine         | classé     | « PA00082704 », notice no PA00082704 | 44° 55′ 06″ nord, 0° 03′ 18″ est   |                   |
| Église Notre-Dame                                                  | Vanxains                    | Dordogne              | Nouvelle-Aquitaine         | classé     | « PA00083049 », notice no PA00083049 | 45° 12′ 57″ nord, 0° 17′ 13″ est   |                   |
| Palais archiépiscopal                                              | Besançon                    | Doubs                 | Bourgogne-Franche-Comté    | classé     | « PA00101455 », notice no PA00101455 | 47° 14′ 03″ nord, 6° 01′ 47″ est   |                   |
| Église Sainte-Croix de La Baume-de-Transit                         | La Baume-de-Transit         | Drôme                 | Auvergne-Rhône-Alpes       | classé     | « PA00116891 », notice no PA00116891 | 44° 20′ 17″ nord, 4° 51′ 52″ est   |                   |
| Église Saint-Philibert                                             | Donzère                     | Drôme                 | Auvergne-Rhône-Alpes       | classé     | « PA00116941 », notice no PA00116941 | 44° 26′ 40″ nord, 4° 42′ 27″ est   |                   |
| Église Notre-Dame d'Étoile-sur-Rhône                               | Étoile-sur-Rhône            | Drôme                 | Auvergne-Rhône-Alpes       | classé     | « PA00116947 », notice no PA00116947 | 44° 50′ 15″ nord, 4° 53′ 34″ est   |                   |
| Église Notre-Dame-la-Brune                                         | Pont-de-Barret              | Drôme                 | Auvergne-Rhône-Alpes       | classé     | « PA00117015 », notice no PA00117015 | 44° 36′ 10″ nord, 5° 00′ 45″ est   |                   |
| Chapelle funéraire (ruines)                                        | Saint-Restitut              | Drôme                 | Auvergne-Rhône-Alpes       | classé     | « PA00117058 », notice no PA00117058 | 44° 20′ 06″ nord, 4° 47′ 23″ est   |                   |
| Maison de Ville (ancienne)                                         | Suze-la-Rousse              | Drôme                 | Auvergne-Rhône-Alpes       | classé     | « PA00117073 », notice no PA00117073 | 44° 17′ 24″ nord, 4° 50′ 23″ est   |                   |
| Église Saint-Étienne d'Étréchy                                     | Étréchy                     | Essonne               | Île-de-France              | classé     | « PA00087909 », notice no PA00087909 | 48° 29′ 36″ nord, 2° 11′ 24″ est   |                   |
| Église Saint-Pierre                                                | Marboué                     | Eure-et-Loir          | Centre-Val de Loire        | classé     | « PA00097149 », notice no PA00097149 | 48° 06′ 51″ nord, 1° 19′ 59″ est   |                   |
| Église Saint-Sulpice                                               | Nogent-le-Roi               | Eure-et-Loir          | Centre-Val de Loire        | classé     | « PA00097166 », notice no PA00097166 | 48° 38′ 53″ nord, 1° 32′ 01″ est   |                   |
| Chapelle de Languidou                                              | Plovan                      | Finistère             | Bretagne                   | classé     | « PA00090275 », notice no PA00090275 | 47° 54′ 49″ nord, 4° 21′ 10″ ouest |                   |
| Église Saint-Germain d'Arsac                                       | Arsac                       | Gironde               | Nouvelle-Aquitaine         | classé     | « PA00083113 », notice no PA00083113 | 44° 59′ 52″ nord, 0° 41′ 19″ ouest |                   |
| Église Saint-Christophe de Baron                                   | Baron                       | Gironde               | Nouvelle-Aquitaine         | classé     | « PA00083123 », notice no PA00083123 | 44° 49′ 19″ nord, 0° 18′ 44″ ouest |                   |
| Église Saint-Vincent de Barsac                                     | Barsac                      | Gironde               | Nouvelle-Aquitaine         | classé     | « PA00083124 », notice no PA00083124 | 44° 36′ 34″ nord, 0° 18′ 50″ ouest |                   |
| Église Saint-Pierre                                                | Bordeaux                    | Gironde               | Nouvelle-Aquitaine         | classé     | « PA00083173 », notice no PA00083173 | 44° 50′ 23″ nord, 0° 34′ 13″ ouest |                   |
| Église Notre-Dame                                                  | Bordeaux                    | Gironde               | Nouvelle-Aquitaine         | classé     | « PA00083170 », notice no PA00083170 | 44° 50′ 33″ nord, 0° 34′ 35″ ouest |                   |
| Fontaine Saint-Projet                                              | Bordeaux                    | Gironde               | Nouvelle-Aquitaine         | classé     | « PA00083181 », notice no PA00083181 | 44° 50′ 19″ nord, 0° 34′ 27″ ouest |                   |
| Église Notre-Dame de Castelviel                                    | Castelviel                  | Gironde               | Nouvelle-Aquitaine         | classé     | « PA00083510 », notice no PA00083510 | 44° 40′ 02″ nord, 0° 09′ 14″ ouest |                   |
| Église Saint-Romain de Cessac                                      | Cessac                      | Gironde               | Nouvelle-Aquitaine         | classé     | « PA00083517 », notice no PA00083517 | 44° 44′ 33″ nord, 0° 10′ 39″ ouest |                   |
| Église Saint-Martin de Francs                                      | Francs                      | Gironde               | Nouvelle-Aquitaine         | classé     | « PA00083547 », notice no PA00083547 | 44° 56′ 44″ nord, 0° 00′ 27″ ouest |                   |
| Église Saint-Pierre-ès-Liens du Haut-Langoiran                     | Langoiran                   | Gironde               | Nouvelle-Aquitaine         | classé     | « PA00083586 », notice no PA00083586 | 44° 42′ 14″ nord, 0° 22′ 43″ ouest |                   |
| Hôtel de ville de Libourne                                         | Libourne                    | Gironde               | Nouvelle-Aquitaine         | classé     | « PA00083597 », notice no PA00083597 | 44° 54′ 52″ nord, 0° 14′ 43″ ouest |                   |
| Église Saint-Vincent de Marcillac                                  | Marcillac                   | Gironde               | Nouvelle-Aquitaine         | classé     | « PA00083616 », notice no PA00083616 | 45° 16′ 07″ nord, 0° 31′ 26″ ouest |                   |
| Église Saint-Martin de Montagne                                    | Montagne                    | Gironde               | Nouvelle-Aquitaine         | classé     | « PA00083639 », notice no PA00083639 | 44° 55′ 50″ nord, 0° 07′ 46″ ouest |                   |
| Église Notre-Dame de Peujard                                       | Peujard                     | Gironde               | Nouvelle-Aquitaine         | classé     | « PA00083662 », notice no PA00083662 | 45° 02′ 06″ nord, 0° 26′ 28″ ouest |                   |
| Église Sainte-Madeleine de Pleine-Selve                            | Pleine-Selve                | Gironde               | Nouvelle-Aquitaine         | classé     | « PA00083665 », notice no PA00083665 | 45° 19′ 31″ nord, 0° 34′ 21″ ouest |                   |
| Église Saint-Pierre-ès-Liens de Pujols-sur-Ciron                   | Pujols-sur-Ciron            | Gironde               | Nouvelle-Aquitaine         | classé     | « PA00083690 », notice no PA00083690 | 44° 33′ 48″ nord, 0° 21′ 11″ ouest |                   |
| Église Saint-Seurin de Rions                                       | Rions                       | Gironde               | Nouvelle-Aquitaine         | classé     | « PA00083701 », notice no PA00083701 | 44° 39′ 51″ nord, 0° 21′ 08″ ouest |                   |
| Église de Saint-Christophe-des-Bardes                              | Saint-Christophe-des-Bardes | Gironde               | Nouvelle-Aquitaine         | classé     | « PA00083718 », notice no PA00083718 | 44° 53′ 49″ nord, 0° 07′ 20″ ouest |                   |
| Église de Saint-Martin-de-Sescas                                   | Saint-Martin-de-Sescas      | Gironde               | Nouvelle-Aquitaine         | classé     | « PA00083782 », notice no PA00083782 | 44° 34′ 30″ nord, 0° 09′ 46″ ouest |                   |
| Croix de cimetière de Saint-Sulpice-et-Cameyrac                    | Saint-Sulpice-et-Cameyrac   | Gironde               | Nouvelle-Aquitaine         | classé     | « PA00083806 », notice no PA00083806 | 44° 54′ 37″ nord, 0° 23′ 28″ ouest |                   |
| Église de Sainte-Colombe                                           | Sainte-Colombe              | Gironde               | Nouvelle-Aquitaine         | classé     | « PA00083815 », notice no PA00083815 | 44° 52′ 41″ nord, 0° 04′ 11″ ouest |                   |
| Église Saint-Pierre de Villegouge                                  | Villegouge                  | Gironde               | Nouvelle-Aquitaine         | classé     | « PA00083862 », notice no PA00083862 | 44° 58′ 02″ nord, 0° 18′ 22″ ouest |                   |
| Église Saint-Jean de Beauzac                                       | Beauzac                     | Haute-Loire           | Auvergne-Rhône-Alpes       | classé     | « PA00092600 », notice no PA00092600 | 45° 15′ 35″ nord, 4° 05′ 59″ est   |                   |
| Église Saint-Jean-Baptiste de Saint-Jean-Lachalm                   | Saint-Jean-Lachalm          | Haute-Loire           | Auvergne-Rhône-Alpes       | classé     | « PA00092856 », notice no PA00092856 | 44° 57′ 24″ nord, 3° 43′ 08″ est   |                   |
| Tour du Marché                                                     | Langres                     | Haute-Marne           | Grand Est                  | classé     | « PA00079128 », notice no PA00079128 | 47° 52′ 02″ nord, 5° 19′ 50″ est   |                   |
| Clocher d'Annecy-le-Vieux                                          | Annecy-le-Vieux             | Haute-Savoie          | Auvergne-Rhône-Alpes       | classé     | « PA00118361 », notice no PA00118361 | 45° 55′ 09″ nord, 6° 08′ 36″ est   |                   |
| Pont Saint-Martial                                                 | Limoges                     | Haute-Vienne          | Nouvelle-Aquitaine         | classé     | « PA00100381 », notice no PA00100381 | 45° 49′ 14″ nord, 1° 15′ 56″ est   |                   |
| Croix de cimetière                                                 | Bain-de-Bretagne            | Ille-et-Vilaine       | Bretagne                   | classé     | « PA00090499 », notice no PA00090499 | 47° 50′ 27″ nord, 1° 40′ 40″ ouest |                   |
| Croix de cimetière                                                 | Lieuron                     | Ille-et-Vilaine       | Bretagne                   | classé     | « PA00090616 », notice no PA00090616 | 47° 51′ 06″ nord, 1° 56′ 36″ ouest |                   |
| Croix de cimetière                                                 | Pléchâtel                   | Ille-et-Vilaine       | Bretagne                   | classé     | « PA00090653 », notice no PA00090653 | 47° 53′ 45″ nord, 1° 45′ 01″ ouest |                   |
| Église Saint-Briac                                                 | Saint-Briac-sur-Mer         | Ille-et-Vilaine       | Bretagne                   | classé     | « PA00090766 », notice no PA00090766 | 48° 37′ 08″ nord, 2° 08′ 01″ ouest |                   |
| Croix de cimetière, dite croix de l'Abbaye                         | Saint-Méen-le-Grand         | Ille-et-Vilaine       | Bretagne                   | classé     | « PA00090876 », notice no PA00090876 | 48° 11′ 22″ nord, 2° 11′ 40″ ouest |                   |
| Église Saint-Pierre de Pouligny-Saint-Pierre                       | Pouligny-Saint-Pierre       | Indre                 | Centre-Val de Loire        | classé     | « PA00097433 », notice no PA00097433 | 46° 40′ 51″ nord, 1° 02′ 24″ est   |                   |
| Église Notre-Dame d'Avon-les-Roches                                | Avon-les-Roches             | Indre-et-Loire        | Centre-Val de Loire        | classé     | « PA00097544 », notice no PA00097544 | 47° 09′ 24″ nord, 0° 26′ 56″ est   |                   |
| Église Saint-Symphorien d'Azay-le-Rideau                           | Azay-le-Rideau              | Indre-et-Loire        | Centre-Val de Loire        | classé     | « PA00097549 », notice no PA00097549 | 47° 15′ 37″ nord, 0° 27′ 58″ est   |                   |
| Église Saint-Germain de Bourgueil                                  | Bourgueil                   | Indre-et-Loire        | Centre-Val de Loire        | classé     | « PA00097595 », notice no PA00097595 | 47° 16′ 53″ nord, 0° 10′ 07″ est   |                   |
| Église Notre-Dame de La Celle-Guenand                              | La Celle-Guenand            | Indre-et-Loire        | Centre-Val de Loire        | classé     | « PA00097618 », notice no PA00097618 | 46° 56′ 41″ nord, 0° 53′ 42″ est   |                   |
| Abbaye Saint-Paul de Cormery                                       | Cormery                     | Indre-et-Loire        | Centre-Val de Loire        | classé     | « PA00097710 », notice no PA00097710 | 47° 16′ 08″ nord, 0° 50′ 13″ est   |                   |
| Église Saint-Pierre de Balesmes                                    | Descartes                   | Indre-et-Loire        | Centre-Val de Loire        | classé     | « PA00097736 », notice no PA00097736 | 46° 59′ 10″ nord, 0° 40′ 41″ est   |                   |
| Église Saint-Mandé-Saint-Jean de Ferrière-Larçon                   | Ferrière-Larçon             | Indre-et-Loire        | Centre-Val de Loire        | classé     | « PA00097756 », notice no PA00097756 | 46° 59′ 34″ nord, 0° 52′ 57″ est   |                   |
| Église Saint-Gilles de L'Île-Bouchard                              | L'Île-Bouchard              | Indre-et-Loire        | Centre-Val de Loire        | classé     | « PA00097782 », notice no PA00097782 | 47° 07′ 26″ nord, 0° 25′ 38″ est   |                   |
| Église Saint-Maurice de L'Île-Bouchard                             | L'Île-Bouchard              | Indre-et-Loire        | Centre-Val de Loire        | classé     | « PA00097783 », notice no PA00097783 | 47° 07′ 02″ nord, 0° 25′ 25″ est   |                   |
| Église Saint-Martin de Restigné                                    | Restigné                    | Indre-et-Loire        | Centre-Val de Loire        | classé     | « PA00097936 », notice no PA00097936 | 47° 16′ 51″ nord, 0° 13′ 41″ est   |                   |
| Église Saint-Germain de Saint-Germain-sur-Vienne                   | Saint-Germain-sur-Vienne    | Indre-et-Loire        | Centre-Val de Loire        | classé     | « PA00098077 », notice no PA00098077 | 47° 11′ 36″ nord, 0° 06′ 00″ est   |                   |
| Église Saint-Jean-Baptiste de Saint-Jean-Saint-Germain             | Saint-Jean-Saint-Germain    | Indre-et-Loire        | Centre-Val de Loire        | classé     | « PA00098079 », notice no PA00098079 | 47° 05′ 03″ nord, 1° 02′ 11″ est   |                   |
| Église Saint-Nicolas de Tavant                                     | Tavant                      | Indre-et-Loire        | Centre-Val de Loire        | classé     | « PA00098123 », notice no PA00098123 | 47° 07′ 30″ nord, 0° 23′ 20″ est   |                   |
| Église Saint-Martin de Truyes                                      | Truyes                      | Indre-et-Loire        | Centre-Val de Loire        | classé     | « PA00098269 », notice no PA00098269 | 47° 16′ 23″ nord, 0° 50′ 55″ est   |                   |
| Église Saint-Georges de Saint-Georges-de-Commiers                  | Saint-Georges-de-Commiers   | Isère                 | Auvergne-Rhône-Alpes       | classé     | « PA00117252 », notice no PA00117252 | 45° 02′ 19″ nord, 5° 42′ 14″ est   |                   |
| Église Saint-Philibert de Saint-Ismier                             | Saint-Ismier                | Isère                 | Auvergne-Rhône-Alpes       | classé     | « PA00117256 », notice no PA00117256 | 45° 14′ 53″ nord, 5° 49′ 35″ est   |                   |
| Église Saint-Pierre de Saint-Pierre-d'Allevard                     | Saint-Pierre-d'Allevard     | Isère                 | Auvergne-Rhône-Alpes       | classé     | « PA00117263 », notice no PA00117263 | 45° 22′ 31″ nord, 6° 02′ 48″ est   |                   |
| Église Saint-Martin de Seyssins                                    | Seyssins                    | Isère                 | Auvergne-Rhône-Alpes       | classé     | « PA00117288 », notice no PA00117288 | 45° 09′ 28″ nord, 5° 40′ 51″ est   |                   |
| Église Sainte-Marie du Genevrey                                    | Vif                         | Isère                 | Auvergne-Rhône-Alpes       | classé     | « PA00117353 », notice no PA00117353 | 45° 01′ 42″ nord, 5° 39′ 18″ est   |                   |
| Église dans le cimetière de Voreppe                                | Voreppe                     | Isère                 | Auvergne-Rhône-Alpes       | classé     | « PA00117361 », notice no PA00117361 | 45° 17′ 52″ nord, 5° 38′ 16″ est   |                   |
| Église Saint-Désiré                                                | Lons-le-Saunier             | Jura                  | Bourgogne-Franche-Comté    | classé     | « PA00101890 », notice no PA00101890 | 46° 40′ 19″ nord, 5° 33′ 03″ est   |                   |
| Château de Talcy                                                   | Talcy                       | Loir-et-Cher          | Centre-Val de Loire        | classé     | « PA00098615 », notice no PA00098615 | 47° 46′ 11″ nord, 1° 26′ 39″ est   |                   |
| Église Saint-Pierre de Chécy                                       | Chécy                       | Loiret                | Centre-Val de Loire        | classé     | « PA00098749 », notice no PA00098749 | 47° 53′ 30″ nord, 2° 01′ 29″ est   |                   |
| Église Notre-Dame de Lorris                                        | Lorris                      | Loiret                | Centre-Val de Loire        | classé     | « PA00098805 », notice no PA00098805 | 47° 53′ 24″ nord, 2° 30′ 52″ est   |                   |
| Château de Lorris                                                  | Montargis                   | Loiret                | Centre-Val de Loire        | classé     | « PA00098822 », notice no PA00098822 | 47° 59′ 51″ nord, 2° 44′ 12″ est   |                   |
| Église Saint-Paul                                                  | Orléans                     | Loiret                | Centre-Val de Loire        | classé     | « PA00098845 », notice no PA00098845 | 47° 54′ 01″ nord, 1° 54′ 07″ est   |                   |
| Église Saint-Martin-et-Saint-Loup de Sermaises                     | Sermaises                   | Loiret                | Centre-Val de Loire        | classé     | « PA00099022 », notice no PA00099022 | 48° 17′ 43″ nord, 2° 12′ 15″ est   |                   |
| Prieuré Saint-Jean de Catus                                        | Catus                       | Lot                   | Occitanie                  | classé     | « PA00095053 », notice no PA00095053 | 44° 33′ 22″ nord, 1° 20′ 09″ est   |                   |
| Église Sainte-Marie d'Aubiac                                       | Aubiac                      | Lot-et-Garonne        | Nouvelle-Aquitaine         | classé     | « PA00084068 », notice no PA00084068 | 44° 08′ 28″ nord, 0° 33′ 44″ est   |                   |
| Église Saint-Jean-Baptiste de Clermont-Dessous                     | Clermont-Dessous            | Lot-et-Garonne        | Nouvelle-Aquitaine         | classé     | « PA00084093 », notice no PA00084093 | 44° 14′ 48″ nord, 0° 25′ 16″ est   |                   |
| Église Saint-Martin de Layrac                                      | Layrac                      | Lot-et-Garonne        | Nouvelle-Aquitaine         | classé     | « PA00084157 », notice no PA00084157 | 44° 08′ 11″ nord, 0° 39′ 37″ est   |                   |
| Église Saint-Vincent-du-Temple de Port-Sainte-Marie                | Port-Sainte-Marie           | Lot-et-Garonne        | Nouvelle-Aquitaine         | classé     | « PA00084208 », notice no PA00084208 | 44° 15′ 00″ nord, 0° 23′ 44″ est   |                   |
| Abbaye de Saint-Maurin                                             | Saint-Maurin                | Lot-et-Garonne        | Nouvelle-Aquitaine         | classé     | « PA00084235 », notice no PA00084235 | 44° 12′ 28″ nord, 0° 53′ 35″ est   |                   |
| Église Sainte-Livrade de Sainte-Livrade-sur-Lot                    | Sainte-Livrade-sur-Lot      | Lot-et-Garonne        | Nouvelle-Aquitaine         | classé     | « PA00084232 », notice no PA00084232 | 44° 23′ 56″ nord, 0° 35′ 21″ est   |                   |
| Abbaye Saint-Serge                                                 | Angers                      | Maine-et-Loire        | Pays de la Loire           | classé     | « PA00108863 », notice no PA00108863 | 47° 28′ 34″ nord, 0° 32′ 46″ ouest |                   |
| Chapelle Saint-Aubert                                              | Le Mont-Saint-Michel        | Manche                | Normandie                  | classé     | « PA00110462 », notice no PA00110462 | 48° 38′ 11″ nord, 1° 30′ 48″ ouest |                   |
| Immeuble du Petit-Bois                                             | Le Mont-Saint-Michel        | Manche                | Normandie                  | classé     | « PA00110477 », notice no PA00110477 | 48° 38′ 10″ nord, 1° 30′ 45″ ouest |                   |
| Maison de la Truie qui File                                        | Le Mont-Saint-Michel        | Manche                | Normandie                  | classé     | « PA00110506 », notice no PA00110506 | 48° 38′ 10″ nord, 1° 30′ 38″ ouest |                   |
| Fontaine Saint-Aubert                                              | Le Mont-Saint-Michel        | Manche                | Normandie                  | classé     | « PA00110467 », notice no PA00110467 | 48° 38′ 13″ nord, 1° 30′ 44″ ouest |                   |
| Église Saint-Martin de Malaumont                                   | Chonville-Malaumont         | Meuse                 | Grand Est                  | classé     | « PA00106506 », notice no PA00106506 | 48° 46′ 54″ nord, 5° 29′ 33″ est   |                   |
| Église Saint-Didier de Clermont-en-Argonne                         | Clermont-en-Argonne         | Meuse                 | Grand Est                  | classé     | « PA00106507 », notice no PA00106507 | 49° 06′ 17″ nord, 5° 04′ 10″ est   |                   |
| Église de la Décollation-de-Saint-Jean-Baptiste de Dieue-sur-Meuse | Dieue-sur-Meuse             | Meuse                 | Grand Est                  | classé     | « PA00106526 », notice no PA00106526 | 49° 04′ 09″ nord, 5° 25′ 15″ est   |                   |
| Église Saint-Léger de Gironville                                   | Geville                     | Meuse                 | Grand Est                  | classé     | « PA00106539 », notice no PA00106539 | 48° 47′ 34″ nord, 5° 40′ 27″ est   |                   |
| Église Saint-Martin de Nubécourt                                   | Nubécourt                   | Meuse                 | Grand Est                  | classé     | « PA00106601 », notice no PA00106601 | 48° 59′ 51″ nord, 5° 10′ 31″ est   |                   |
| Église Saint-Pierre-et-Saint-Paul de Revigny-sur-Ornain            | Revigny-sur-Ornain          | Meuse                 | Grand Est                  | classé     | « PA00106608 », notice no PA00106608 | 48° 49′ 49″ nord, 4° 59′ 03″ est   |                   |
| Église Saint-Èvre de Sepvigny                                      | Sepvigny                    | Meuse                 | Grand Est                  | classé     | « PA00106633 », notice no PA00106633 | 48° 33′ 30″ nord, 5° 41′ 03″ est   |                   |
| Collégiale Saint-Maur d'Hattonchâtel                               | Vigneulles-lès-Hattonchâtel | Meuse                 | Grand Est                  | classé     | « PA00106673 », notice no PA00106673 | 48° 59′ 31″ nord, 5° 42′ 14″ est   |                   |
| Fortifications de Sarrebourg                                       | Sarrebourg                  | Moselle               | Grand Est                  | classé     | « PA00106997 », notice no PA00106997 | 48° 44′ 05″ nord, 7° 03′ 31″ est   |                   |
| Abbaye Saint-Eptade de Cervon                                      | Cervon                      | Nièvre                | Bourgogne-Franche-Comté    | classé     | « PA00112817 », notice no PA00112817 | 47° 14′ 26″ nord, 3° 45′ 21″ est   |                   |
| Église Saint-Pierre de Nanteuil-le-Haudouin                        | Nanteuil-le-Haudouin        | Oise                  | Hauts-de-France            | classé     | « PA00114768 », notice no PA00114768 | 49° 08′ 22″ nord, 2° 48′ 44″ est   |                   |
| Église Saint-Denis de Serans                                       | Serans                      | Oise                  | Hauts-de-France            | classé     | « PA00114910 », notice no PA00114910 | 49° 11′ 14″ nord, 1° 49′ 56″ est   |                   |
| Palais d'Argentré                                                  | Sées                        | Orne                  | Normandie                  | classé     | « PA00110946 », notice no PA00110946 | 48° 36′ 18″ nord, 0° 10′ 26″ est   |                   |
| Hôtel Hérouet                                                      | 3e arrondissement de Paris  | Paris                 | Île-de-France              | classé     | « PA00086138 », notice no PA00086138 | 48° 51′ 31″ nord, 2° 21′ 33″ est   |                   |
| Église Saint-Nazaire d'Ablain-Saint-Nazaire                        | Ablain-Saint-Nazaire        | Pas-de-Calais         | Hauts-de-France            | classé     | « PA00107931 », notice no PA00107931 | 50° 23′ 36″ nord, 2° 43′ 15″ est   |                   |
| Couvent des Minimes de Beauregard-l'Évêque                         | Beauregard-l'Évêque         | Puy-de-Dôme           | Auvergne-Rhône-Alpes       | classé     | « PA00091887 », notice no PA00091887 | 45° 47′ 51″ nord, 3° 17′ 30″ est   |                   |
| Croix de Chambon-sur-Lac                                           | Chambon-sur-Lac             | Puy-de-Dôme           | Auvergne-Rhône-Alpes       | classé     | « PA00091938 », notice no PA00091938 | 45° 34′ 15″ nord, 2° 53′ 52″ est   |                   |
| Vieux pont sur la Couze                                            | Coudes                      | Puy-de-Dôme           | Auvergne-Rhône-Alpes       | classé     | « PA00092088 », notice no PA00092088 | 45° 36′ 52″ nord, 3° 12′ 38″ est   |                   |
| Croix du Vignal                                                    | Gerzat                      | Puy-de-Dôme           | Auvergne-Rhône-Alpes       | classé     | « PA00092132 », notice no PA00092132 | 45° 49′ 36″ nord, 3° 08′ 04″ est   |                   |
| Croix de cimetière de Montfermy                                    | Montfermy                   | Puy-de-Dôme           | Auvergne-Rhône-Alpes       | classé     | « PA00092202 », notice no PA00092202 | 45° 52′ 52″ nord, 2° 48′ 33″ est   |                   |
| Église Saint-Léger de Montfermy                                    | Montfermy                   | Puy-de-Dôme           | Auvergne-Rhône-Alpes       | classé     | « PA00092203 », notice no PA00092203 | 45° 52′ 52″ nord, 2° 48′ 34″ est   |                   |
| Hôtel de ville                                                     | Riom                        | Puy-de-Dôme           | Auvergne-Rhône-Alpes       | classé     | « PA00092290 », notice no PA00092290 | 45° 53′ 38″ nord, 3° 06′ 54″ est   |                   |
| Église Saint-Didier de Saint-Dier-d'Auvergne                       | Saint-Dier-d'Auvergne       | Puy-de-Dôme           | Auvergne-Rhône-Alpes       | classé     | « PA00092350 », notice no PA00092350 | 45° 40′ 32″ nord, 3° 29′ 00″ est   |                   |
| Église Notre-Dame de Tauves                                        | Tauves                      | Puy-de-Dôme           | Auvergne-Rhône-Alpes       | classé     | « PA00092423 », notice no PA00092423 | 45° 33′ 33″ nord, 2° 37′ 19″ est   |                   |
| École d'architecture de Volvic                                     | Volvic                      | Puy-de-Dôme           | Auvergne-Rhône-Alpes       | classé     | « PA00092479 », notice no PA00092479 | 45° 52′ 20″ nord, 3° 02′ 19″ est   |                   |
| Abbaye Sainte-Marie d'Arles-sur-Tech                               | Arles-sur-Tech              | Pyrénées-Orientales   | Occitanie                  | classé     | « PA00103960 », notice no PA00103960 | 42° 27′ 23″ nord, 2° 38′ 06″ est   |                   |
| Croix de cimetière de Longepierre                                  | Longepierre                 | Saône-et-Loire        | Bourgogne-Franche-Comté    | classé     | « PA00113311 », notice no PA00113311 | 46° 56′ 09″ nord, 5° 12′ 33″ est   |                   |
| Croix de cimetière de Saint-Loup-de-Varennes                       | Saint-Loup-de-Varennes      | Saône-et-Loire        | Bourgogne-Franche-Comté    | classé     | « PA00113442 », notice no PA00113442 | 46° 43′ 32″ nord, 4° 51′ 43″ est   |                   |
| Église Saint-Pierre d'Avon                                         | Avon                        | Seine-et-Marne        | Île-de-France              | classé     | « PA00086803 », notice no PA00086803 | 48° 24′ 19″ nord, 2° 43′ 16″ est   |                   |
| Église Sainte-Geneviève d'Héricy                                   | Héricy                      | Seine-et-Marne        | Île-de-France              | classé     | « PA00087030 », notice no PA00087030 | 48° 26′ 57″ nord, 2° 45′ 58″ est   |                   |
| Église Saint-Laurent de Laval-en-Brie                              | Laval-en-Brie               | Seine-et-Marne        | Île-de-France              | classé     | « PA00087056 », notice no PA00087056 | 48° 25′ 26″ nord, 2° 59′ 53″ est   |                   |
| Église Saint-Yon de Lésigny                                        | Lésigny                     | Seine-et-Marne        | Île-de-France              | classé     | « PA00087058 », notice no PA00087058 | 48° 44′ 38″ nord, 2° 36′ 57″ est   |                   |
| Église Saint-Mammes de Montarlot                                   | Moret-Loing-et-Orvanne      | Seine-et-Marne        | Île-de-France              | classé     | « PA00087112 », notice no PA00087112 | 48° 20′ 58″ nord, 2° 50′ 59″ est   |                   |
| Collégiale Notre-Dame de Montereau-Fault-Yonne                     | Montereau-Fault-Yonne       | Seine-et-Marne        | Île-de-France              | classé     | « PA00087117 », notice no PA00087117 | 48° 23′ 12″ nord, 2° 57′ 29″ est   |                   |
| Église Saint-Clair-Saint-Léger de Souppes-sur-Loing                | Souppes-sur-Loing           | Seine-et-Marne        | Île-de-France              | classé     | « PA00087290 », notice no PA00087290 | 48° 10′ 55″ nord, 2° 43′ 53″ est   |                   |
| Église Saint-Étienne de Villiers-sous-Grez                         | Villiers-sous-Grez          | Seine-et-Marne        | Île-de-France              | classé     | « PA00087327 », notice no PA00087327 | 48° 19′ 02″ nord, 2° 38′ 53″ est   |                   |
| Croix de cimetière d'Osmoy-Saint-Valery                            | Osmoy-Saint-Valery          | Seine-Maritime        | Normandie                  | classé     | « PA00100785 », notice no PA00100785 | 49° 47′ 44″ nord, 1° 19′ 22″ est   |                   |
| Église Notre-Dame-des-Vertus                                       | Aubervilliers               | Seine-Saint-Denis     | Île-de-France              | classé     | « PA00079927 », notice no PA00079927 | 48° 54′ 52″ nord, 2° 22′ 56″ est   |                   |
| Église Saint-Étienne de Bouttencourt                               | Bouttencourt                | Somme                 | Hauts-de-France            | classé     | « PA00116104 », notice no PA00116104 | 49° 56′ 44″ nord, 1° 36′ 47″ est   |                   |
| Église Saint-Nicolas de Bray-sur-Somme                             | Bray-sur-Somme              | Somme                 | Hauts-de-France            | classé     | « PA00116109 », notice no PA00116109 | 49° 56′ 23″ nord, 2° 43′ 04″ est   |                   |
| Église Saint-Antoine de Conty                                      | Conty                       | Somme                 | Hauts-de-France            | classé     | « PA00116121 », notice no PA00116121 | 49° 44′ 28″ nord, 2° 09′ 01″ est   |                   |
| Église Saint-Riquier de Liercourt                                  | Liercourt                   | Somme                 | Hauts-de-France            | classé     | « PA00116187 », notice no PA00116187 | 50° 02′ 04″ nord, 1° 54′ 32″ est   |                   |
| Collégiale Notre-Dame-de-l'Assomption de Longpré-les-Corps-Saints  | Longpré-les-Corps-Saints    | Somme                 | Hauts-de-France            | classé     | « PA00116191 », notice no PA00116191 | 50° 00′ 46″ nord, 1° 59′ 25″ est   |                   |
| Église Saint-Christophe de Mareuil-Caubert                         | Mareuil-Caubert             | Somme                 | Hauts-de-France            | classé     | « PA00116198 », notice no PA00116198 | 50° 04′ 06″ nord, 1° 49′ 48″ est   |                   |
| Collégiale Saint-Martin de Picquigny                               | Picquigny                   | Somme                 | Hauts-de-France            | classé     | « PA00116218 », notice no PA00116218 | 49° 56′ 35″ nord, 2° 08′ 32″ est   |                   |
| Église Saint-Martin de Piennes-Onvillers                           | Piennes-Onvillers           | Somme                 | Hauts-de-France            | classé     | « PA00116219 », notice no PA00116219 | 49° 37′ 44″ nord, 2° 38′ 27″ est   |                   |
| Église Saint-Pierre de Roye                                        | Roye                        | Somme                 | Hauts-de-France            | classé     | « PA00116231 », notice no PA00116231 | 49° 41′ 52″ nord, 2° 47′ 21″ est   |                   |
| Petite fontaine                                                    | Belfort                     | Territoire de Belfort | Bourgogne-Franche-Comté    | classé     | « PA00101137 », notice no PA00101137 | 47° 38′ 21″ nord, 6° 51′ 54″ est   |                   |
| Église Saint-Lucien de Courcelles-sur-Viosne                       | Courcelles-sur-Viosne       | Val-d'Oise            | Île-de-France              | classé     | « PA00080036 », notice no PA00080036 | 49° 04′ 33″ nord, 2° 00′ 14″ est   |                   |
| Église Notre-Dame-de-la-Nativité de Magny-en-Vexin                 | Magny-en-Vexin              | Val-d'Oise            | Île-de-France              | classé     | « PA00080113 », notice no PA00080113 | 49° 09′ 24″ nord, 1° 47′ 11″ est   |                   |
| Calvaire de Magny-en-Vexin                                         | Magny-en-Vexin              | Val-d'Oise            | Île-de-France              | classé     | « PA00080112 », notice no PA00080112 | 49° 09′ 23″ nord, 1° 47′ 11″ est   |                   |
| Cité épiscopale                                                    | Fréjus                      | Var                   | Provence-Alpes-Côte d'Azur | classé     | « PA00081611 », notice no PA00081611 | 43° 26′ 00″ nord, 6° 44′ 12″ est   |                   |
| Église Saint-Raphaël de Saint-Raphaël                              | Saint-Raphaël               | Var                   | Provence-Alpes-Côte d'Azur | classé     | « PA00081714 », notice no PA00081714 | 43° 25′ 33″ nord, 6° 46′ 10″ est   |                   |
| Église Notre-Dame-de-Bon-Repos de Montfavet                        | Avignon                     | Vaucluse              | Provence-Alpes-Côte d'Azur | classé     | « PA00081830 », notice no PA00081830 | 43° 56′ 08″ nord, 4° 52′ 18″ est   |                   |
| Église Saint-Nicolas de La Chaize-le-Vicomte                       | La Chaize-le-Vicomte        | Vendée                | Pays de la Loire           | classé     | « PA00110066 », notice no PA00110066 | 46° 40′ 16″ nord, 1° 17′ 41″ ouest |                   |
| Église Saint-Jacques de Moutiers-les-Mauxfaits                     | Moutiers-les-Mauxfaits      | Vendée                | Pays de la Loire           | classé     | « PA00110177 », notice no PA00110177 | 46° 29′ 24″ nord, 1° 25′ 39″ ouest |                   |
| Église Sainte-Marie d'Olonne-sur-Mer                               | Olonne-sur-Mer              | Vendée                | Pays de la Loire           | classé     | « PA00110191 », notice no PA00110191 | 46° 32′ 12″ nord, 1° 46′ 25″ ouest |                   |
| Chapelle de Jouhet                                                 | Jouhet                      | Vienne                | Nouvelle-Aquitaine         | classé     | « PA00105476 », notice no PA00105476 | 46° 29′ 26″ nord, 0° 50′ 19″ est   |                   |
| Église Notre-Dame de Lencloître                                    | Lencloître                  | Vienne                | Nouvelle-Aquitaine         | classé     | « PA00105490 », notice no PA00105490 | 46° 48′ 47″ nord, 0° 19′ 45″ est   |                   |
| Église Saint-Porchaire                                             | Poitiers                    | Vienne                | Nouvelle-Aquitaine         | classé     | « PA00105600 », notice no PA00105600 | 46° 34′ 53″ nord, 0° 20′ 24″ est   |                   |
| Chapelle Saint-Louis                                               | Poitiers                    | Vienne                | Nouvelle-Aquitaine         | classé     | « PA00105591 », notice no PA00105591 | 46° 34′ 46″ nord, 0° 20′ 30″ est   |                   |
| Église Notre-Dame de Morthemer                                     | Valdivienne                 | Vienne                | Nouvelle-Aquitaine         | classé     | « PA00105754 », notice no PA00105754 | 46° 28′ 29″ nord, 0° 36′ 46″ est   |                   |
| Croix de chemin                                                    | Balléville                  | Vosges                | Grand Est                  | classé     | « PA00107089 », notice no PA00107089 | 48° 19′ 55″ nord, 5° 50′ 46″ est   |                   |
| Église Notre-Dame                                                  | Champ-le-Duc                | Vosges                | Grand Est                  | classé     | « PA00107102 », notice no PA00107102 | 48° 11′ 29″ nord, 6° 43′ 19″ est   |                   |
| Croix du Vieux Bourg                                               | Châtenois                   | Vosges                | Grand Est                  | classé     | « PA00107109 », notice no PA00107109 | 48° 18′ 05″ nord, 5° 49′ 58″ est   |                   |
| Croix de Mannecourt                                                | Châtenois                   | Vosges                | Grand Est                  | classé     | « PA00107110 », notice no PA00107110 | 48° 17′ 55″ nord, 5° 50′ 38″ est   |                   |
| Église Notre-Dame                                                  | Coussey                     | Vosges                | Grand Est                  | classé     | « PA00107123 », notice no PA00107123 | 48° 24′ 32″ nord, 5° 40′ 57″ est   |                   |
| Croix de carrefour                                                 | Domèvre-sur-Durbion         | Vosges                | Grand Est                  | classé     | « PA00107130 », notice no PA00107130 | 48° 16′ 48″ nord, 6° 28′ 01″ est   |                   |
| Croix de chemin                                                    | Dommartin-sur-Vraine        | Vosges                | Grand Est                  | classé     | « PA00107134 », notice no PA00107134 | 48° 20′ 10″ nord, 5° 54′ 09″ est   |                   |
| Croix de village                                                   | Fréville                    | Vosges                | Grand Est                  | classé     | « PA00107171 », notice no PA00107171 | 48° 19′ 34″ nord, 5° 36′ 32″ est   |                   |
| Croix de cimetière                                                 | Gigney                      | Vosges                | Grand Est                  | classé     | « PA00107176 », notice no PA00107176 | 48° 13′ 49″ nord, 6° 20′ 15″ est   |                   |
| Croix de chemin                                                    | Hagnéville-et-Roncourt      | Vosges                | Grand Est                  | classé     | « PA00107186 », notice no PA00107186 | 48° 15′ 09″ nord, 5° 47′ 58″ est   |                   |
| Croix de chemin                                                    | Mazirot                     | Vosges                | Grand Est                  | classé     | « PA00107200 », notice no PA00107200 | 48° 19′ 01″ nord, 6° 08′ 49″ est   |                   |
| Église Saint-Christophe                                            | Neufchâteau                 | Vosges                | Grand Est                  | classé     | « PA00107211 », notice no PA00107211 | 48° 21′ 15″ nord, 5° 41′ 37″ est   |                   |
| Église Saint-Nicolas                                               | Neufchâteau                 | Vosges                | Grand Est                  | classé     | « PA00107212 », notice no PA00107212 | 48° 21′ 16″ nord, 5° 41′ 53″ est   |                   |
| Hôtel de ville                                                     | Neufchâteau                 | Vosges                | Grand Est                  | classé     | « PA00107214 », notice no PA00107214 | 48° 21′ 18″ nord, 5° 41′ 40″ est   |                   |
| Église Saint-Martin                                                | Pompierre                   | Vosges                | Grand Est                  | classé     | « PA00107225 », notice no PA00107225 | 48° 15′ 36″ nord, 5° 40′ 25″ est   |                   |
| Croix de chemin                                                    | Removille                   | Vosges                | Grand Est                  | classé     | « PA00107259 », notice no PA00107259 | 48° 21′ 53″ nord, 5° 50′ 11″ est   |                   |
| Croix de chemin                                                    | Rollainville                | Vosges                | Grand Est                  | classé     | « PA00107264 », notice no PA00107264 | 48° 21′ 42″ nord, 5° 44′ 34″ est   |                   |
| Église Saint-Julien                                                | Saint-Julien                | Vosges                | Grand Est                  | classé     | « PA00107287 », notice no PA00107287 | 48° 01′ 10″ nord, 5° 53′ 43″ est   |                   |
| Croix de chemin                                                    | Sandaucourt                 | Vosges                | Grand Est                  | classé     | « PA00107293 », notice no PA00107293 | 48° 15′ 56″ nord, 5° 50′ 45″ est   |                   |
| Croix du Jarenceau                                                 | Le Val-d'Ajol               | Vosges                | Grand Est                  | classé     | « PA00107308 », notice no PA00107308 | 47° 54′ 04″ nord, 6° 30′ 44″ est   |                   |
| Croix de Larrière                                                  | Le Val-d'Ajol               | Vosges                | Grand Est                  | classé     | « PA00107307 », notice no PA00107307 | 47° 54′ 35″ nord, 6° 27′ 43″ est   |                   |
| Croix des Chênes                                                   | Le Val-d'Ajol               | Vosges                | Grand Est                  | classé     | « PA00107309 », notice no PA00107309 | 47° 56′ 16″ nord, 6° 30′ 13″ est   |                   |
| Croix de chemin                                                    | Viocourt                    | Vosges                | Grand Est                  | classé     | « PA00107317 », notice no PA00107317 | 48° 19′ 30″ nord, 5° 51′ 44″ est   |                   |
| Croix de cimetière                                                 | Viocourt                    | Vosges                | Grand Est                  | classé     | « PA00107316 », notice no PA00107316 | 48° 19′ 46″ nord, 5° 51′ 31″ est   |                   |
| Église Saint-Martin                                                | Vomécourt-sur-Madon         | Vosges                | Grand Est                  | classé     | « PA00107320 », notice no PA00107320 | 48° 21′ 45″ nord, 6° 09′ 55″ est   |                   |
| Église de Châtel-Censoir                                           | Châtel-Censoir              | Yonne                 | Bourgogne-Franche-Comté    | classé     | « PA00113642 », notice no PA00113642 | 47° 31′ 54″ nord, 3° 37′ 56″ est   |                   |
| Église Notre-Dame de Joux-la-Ville                                 | Joux-la-Ville               | Yonne                 | Bourgogne-Franche-Comté    | classé     | « PA00113720 », notice no PA00113720 | 47° 37′ 20″ nord, 3° 51′ 48″ est   |                   |
| Église de Civry-sur-Serein                                         | Massangis                   | Yonne                 | Bourgogne-Franche-Comté    | classé     | « PA00113650 », notice no PA00113650 | 47° 37′ 27″ nord, 3° 58′ 30″ est   |                   |
| Église de Savigny-en-Terre-Plaine                                  | Savigny-en-Terre-Plaine     | Yonne                 | Bourgogne-Franche-Comté    | classé     | « PA00113848 », notice no PA00113848 | 47° 29′ 46″ nord, 4° 05′ 10″ est   |                   |
| Église de Vault-de-Lugny                                           | Vault-de-Lugny              | Yonne                 | Bourgogne-Franche-Comté    | classé     | « PA00113924 », notice no PA00113924 | 47° 29′ 55″ nord, 3° 50′ 52″ est   |                   |
| Église Saint-Maclou de Mantes                                      | Mantes-la-Jolie             | Yvelines              | Île-de-France              | classé     | « PA00087519 », notice no PA00087519 | 48° 59′ 28″ nord, 1° 43′ 03″ est   |                   |
| Fontaine des Quatre Pavés                                          | Versailles                  | Yvelines              | Île-de-France              | classé     | « PA00087689 », notice no PA00087689 | 48° 47′ 47″ nord, 2° 07′ 35″ est   |                   |